# Lăng Minh Mạng
Lăng Minh Mạng (hay còn gọi là Minh Mệnh) có tên chữ là Hiếu lăng (孝陵), do hoàng đế Thiệu Trị thời nhà Nguyễn cho xây dựng, nằm trên núi Cẩm Kê, ấp An Bằng, phường Long Hồ, quận Phú Xuân, thành phố Huế, gần ngã ba Bằng Lãng là nơi hội lưu của hai dòng Hữu Trạch và Tả Trạch hợp thành sông Hương, cách trung tâm thành phố Huế 12 km. Lăng Minh Mạng được xây dựng từ năm 1840 đến năm 1843 thì hoàn thành, huy động tới mười nghìn thợ và lính.

## Lịch sử

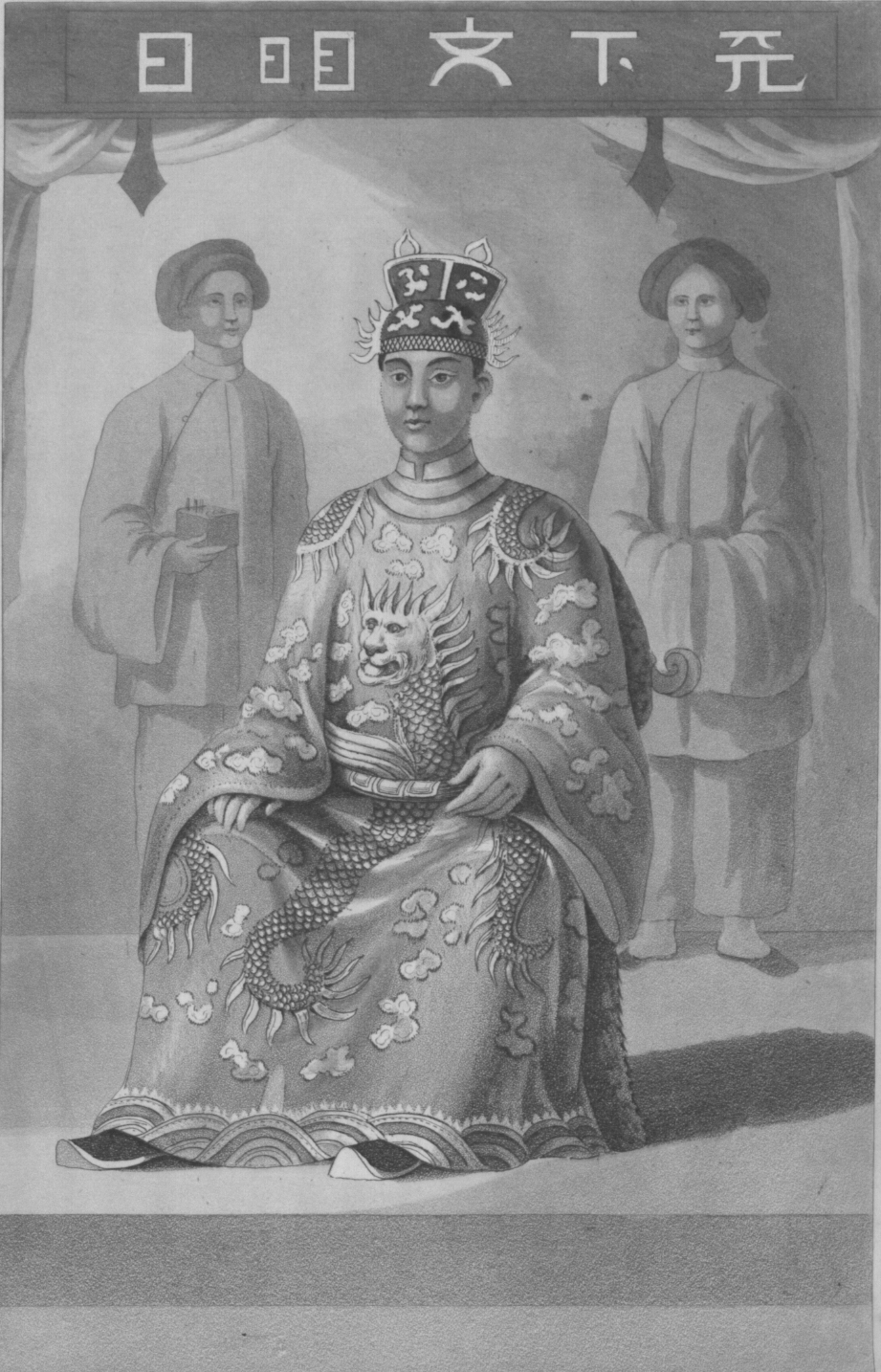
Minh Mạng, vị vua thứ nhì của triều Nguyễn

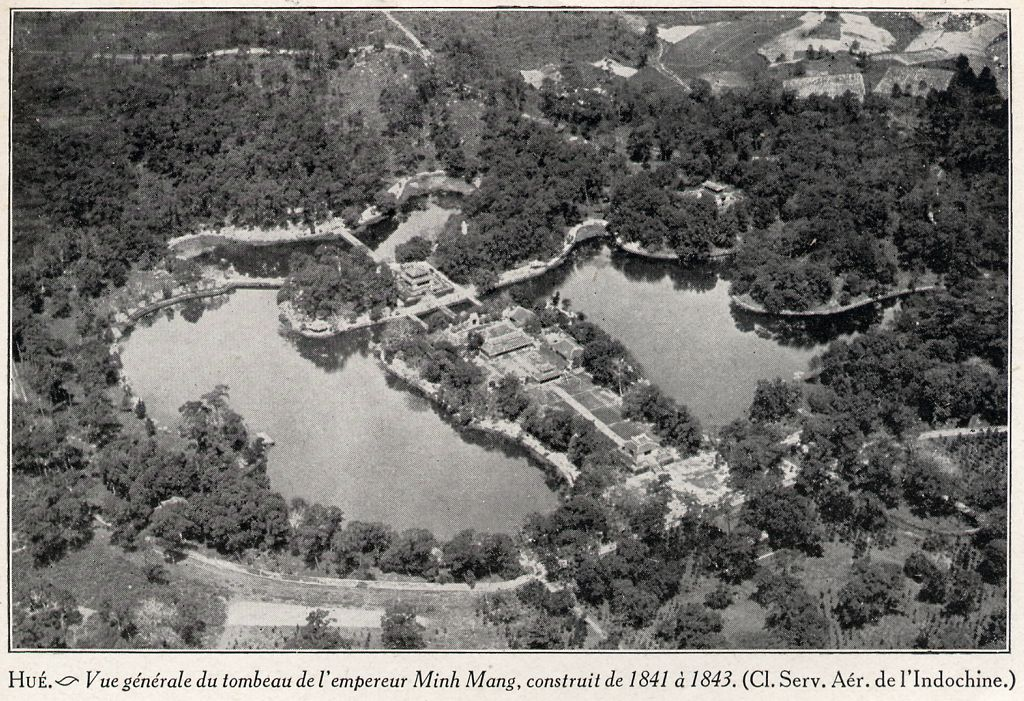
Toàn cảnh lăng nhìn từ trên không, hình chụp vào đầu thế kỷ 20

Tháng 2 năm 1820, vua Gia Long qua đời, hoàng tử thứ tư là Nguyễn Phúc Đảm được đưa lên ngai vàng, lấy niên hiệu là Minh Mệnh (hay Minh Mạng) . Làm vua được 7 năm, Minh Mạng cho người đi tìm đất để xây dựng Sơn lăng cho mình.
Quan Địa lý Lê Văn Đức đã chọn được một cuộc đất tốt ở địa phận núi Cẩm Kê, gần ngã ba Bằng Lãng, nơi hợp lưu của hai nguồn Tả Trạch và Hữu Trạch để tạo thành con sông Hương thơ mộng.
Nhưng phải ròng rã 14 năm cân nhắc, chọn lựa, đến năm 1840, nhà vua mới quyết định cho xây dựng lăng tẩm của mình ở nơi này. Nhà vua cho đổi tên núi Cẩm Kê (thuộc ấp An Bằng, huyện Hương Trà) thành Hiếu Sơn và gọi tên lăng là Hiếu lăng. Đích thân nhà vua xem xét, phê chuẩn họa đồ thiết kế do các quan Bùi Công Huyên, Trương Đăng Quế và Giám thành vệ dâng lên.
Tháng 4 năm 1840, công cuộc kiến thiết Hiếu lăng bắt đầu. Vua sai các quan Lê Đăng Danh, Nguyễn Trung Mậu và Lý Văn Phức điều khiển lính và thợ thuyền lên đây đào hồ đắp La thành. Tháng 8 năm 1840, Minh Mạng lên kiểm tra thấy công việc đào hồ Trừng Minh không vừa ý nên giáng chức các quan trông coi và đình chỉ công việc.
Một tháng sau, công việc vừa được tiếp tục thì Minh Mạng lâm bệnh qua đời vào ngày 28 tháng Chạp năm Canh Tý (tức 20-01-1841).
Vua Thiệu Trị lên nối ngôi, chỉ một tháng sau (tháng 2-1841) đã sai các quan đại thần Tạ Quang Cự, Hà Duy Phiên, Nguyễn Tri Phương chỉ huy gần 10.000 lính và thợ thi công tiếp công trình theo đúng họa đồ của vua cha để lại.
Ngày 20-8-1841, thi hài vua Minh Mạng được đưa vào an táng ở Bửu Thành, nhưng công việc xây lăng mãi đến đầu năm 1843 mới hoàn tất. Từ một vùng núi đồi hoang vu, qua bàn tay lao động và óc sáng tạo của con người đã hình thành một khu lăng tẩm uy nghiêm, vừa rực rỡ về kiến trúc, vừa hài hòa với thiên nhiên lại vừa sâu sắc bởi giá trị tư tưởng.

## Kiến trúc

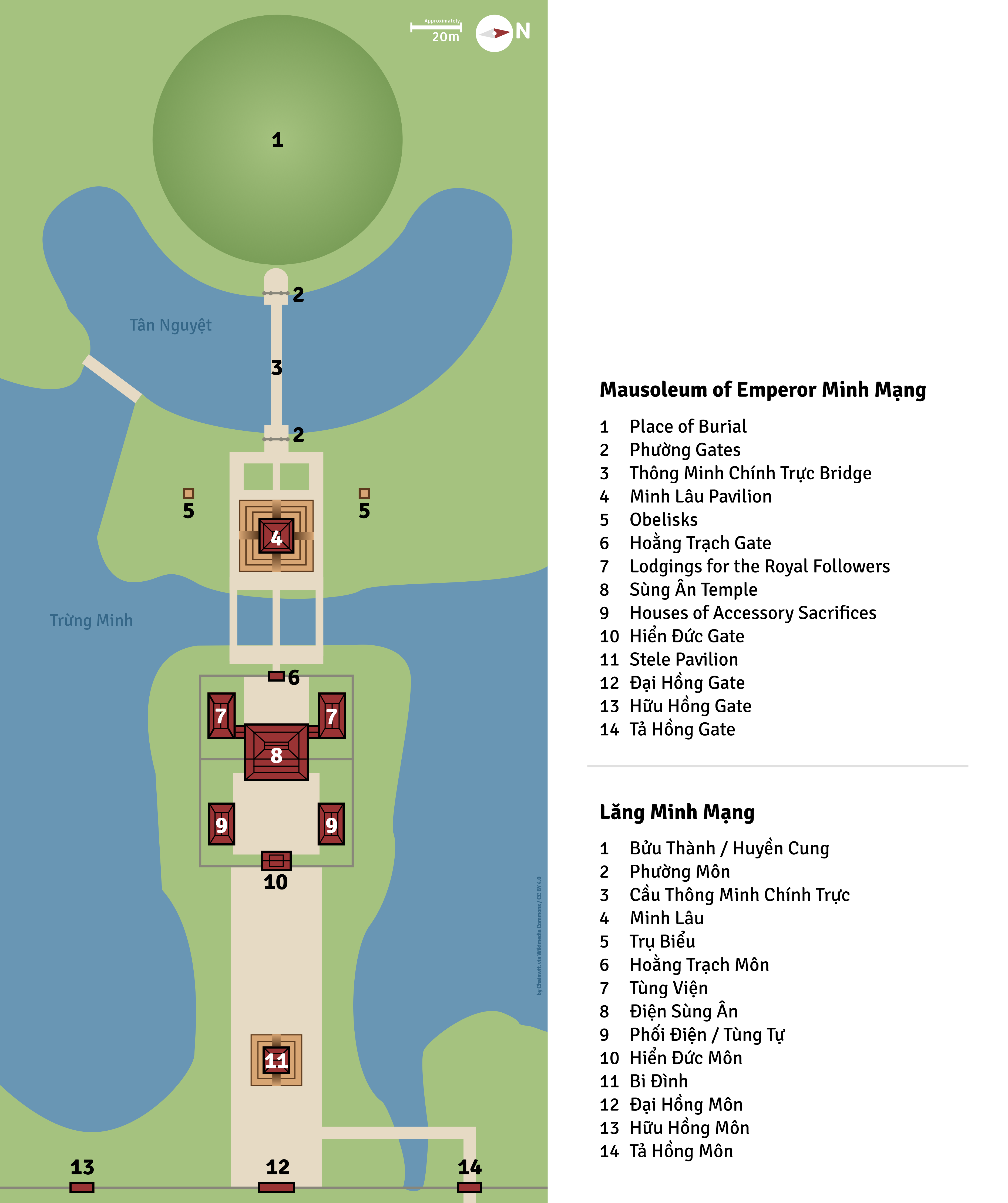
Mặt bằng tổng thể lăng của Hoàng đế Minh Mạng

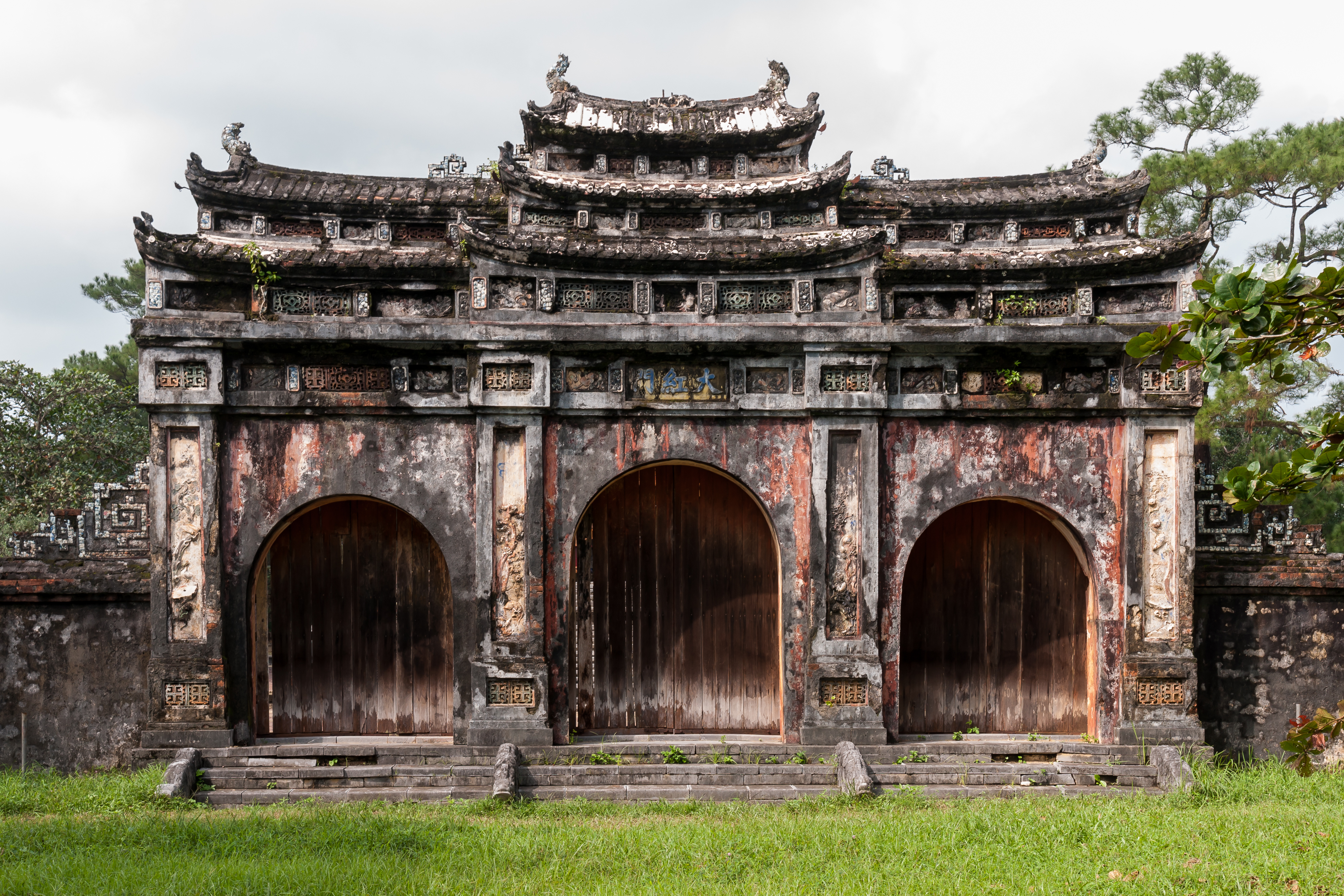
Đại Hồng Môn, cổng chính dẫn vào lăng Minh Mạng

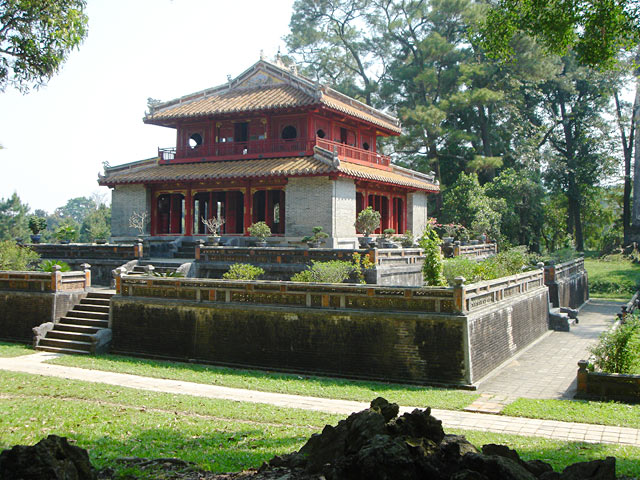
Bi đình ở lăng Minh Mạng, Huế.

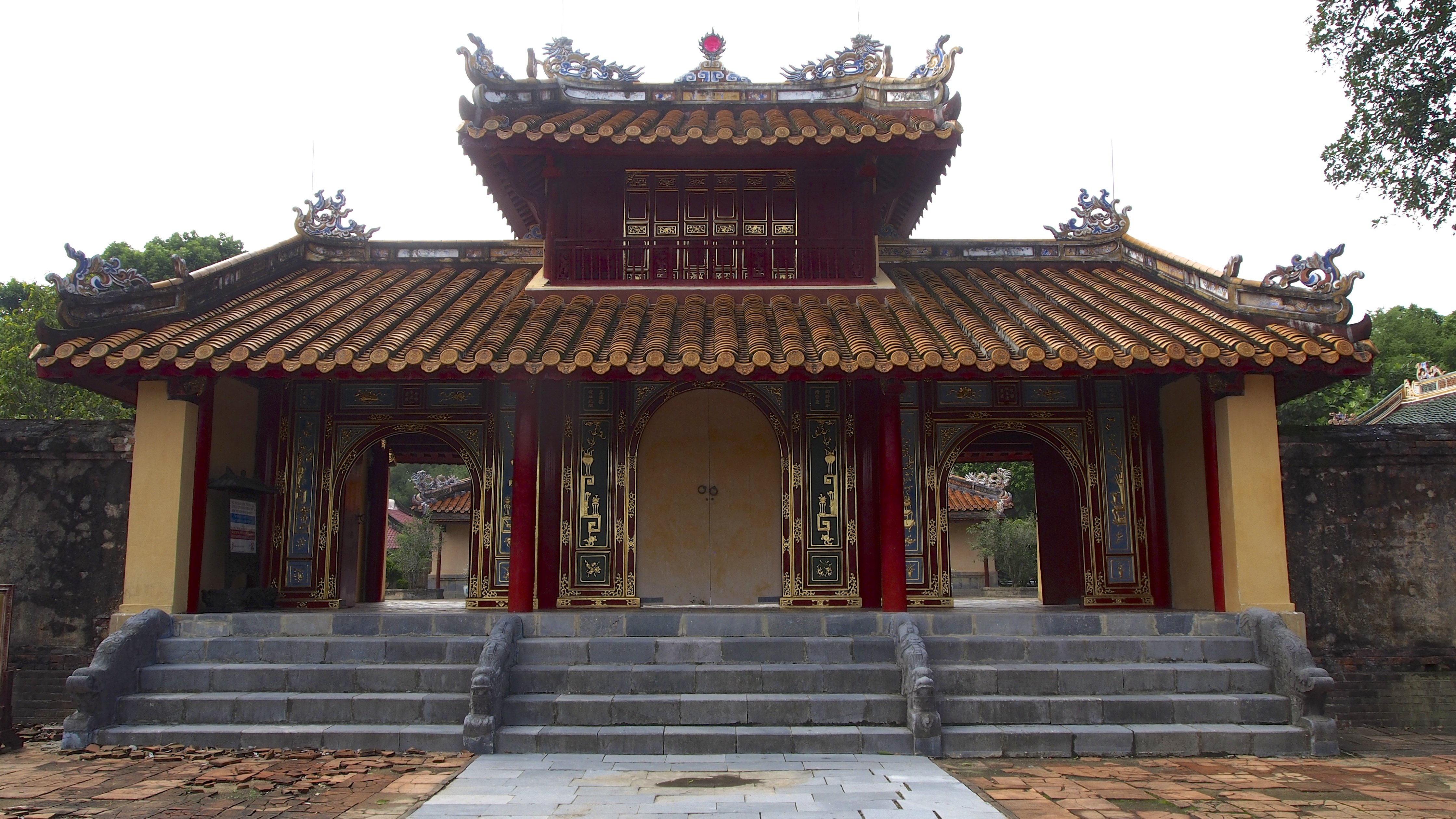
Hiển Đức môn

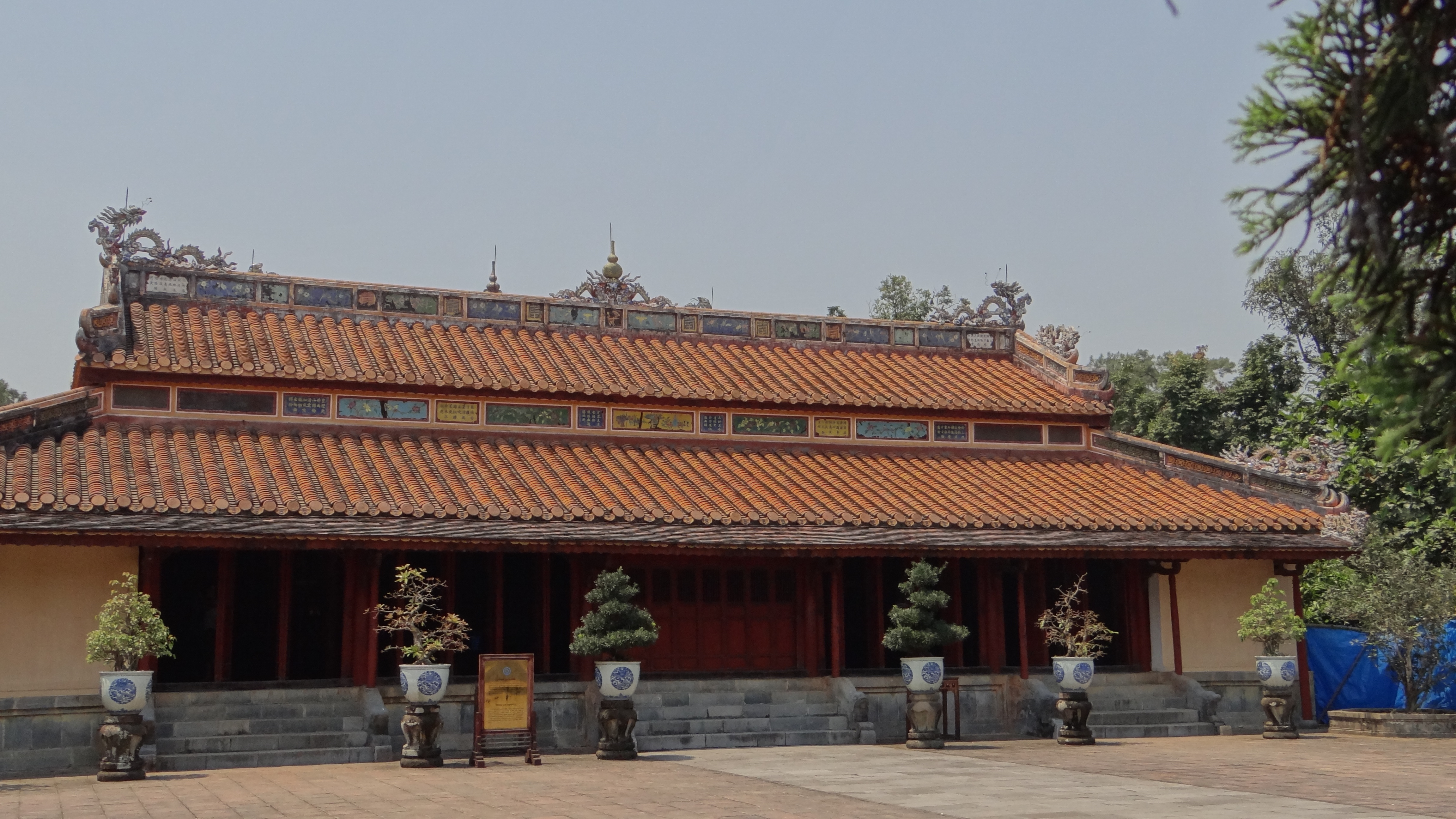
Điện Sùng Ân

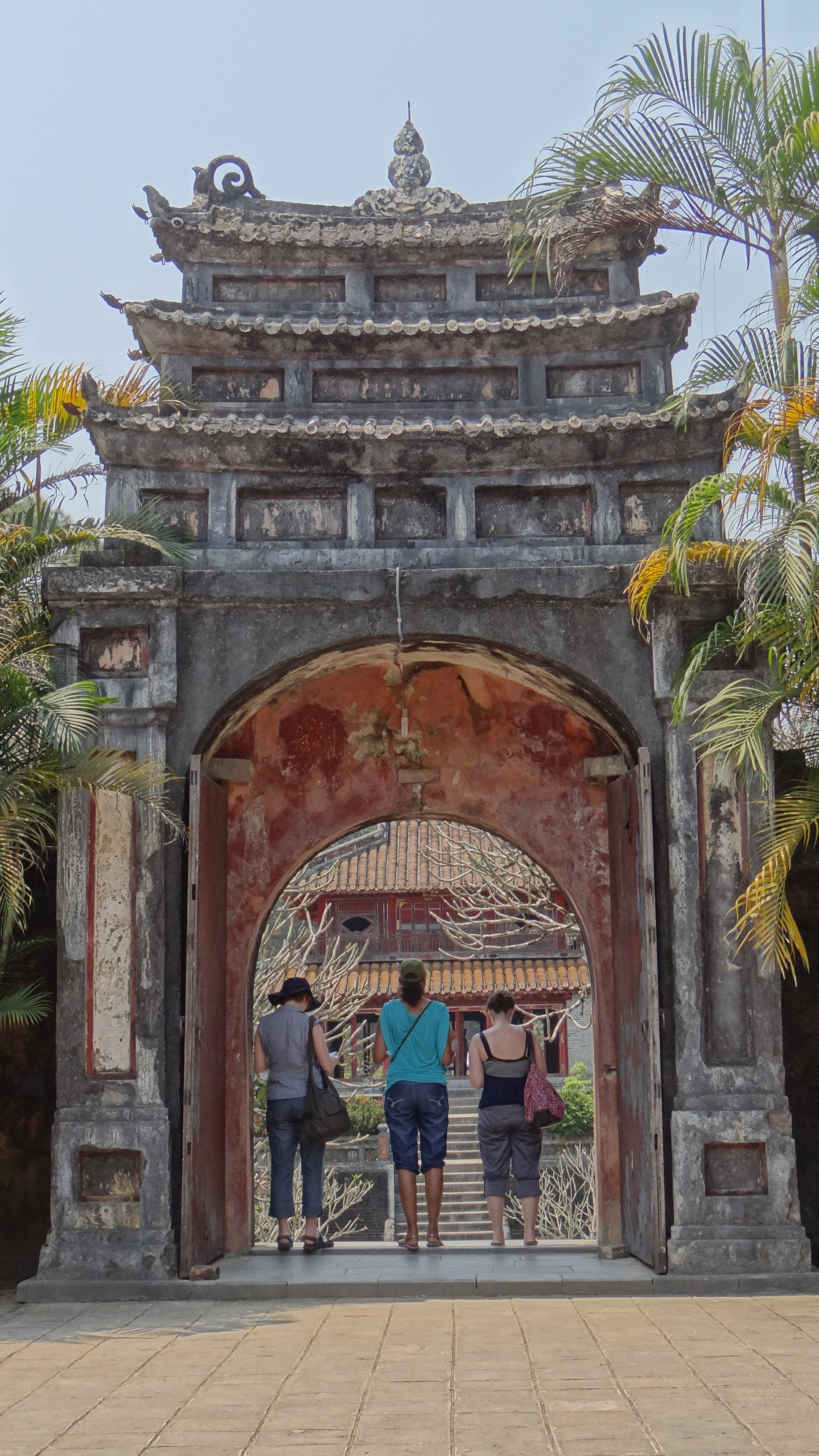
Hoằng Trạch Môn

Lăng có diện tích 18 ha (nhưng diện tích cấm địa quanh lăng là 475 ha), xung quanh lăng có La thành dài 1.750 m bao bọc. Từ ngoài vào trong, là một quần thể kiến trúc gồm cung điện, lâu đài, đình tạ được bố trí đăng đối trên ba trục song song với nhau mà Thần đạo là trục trung tâm dài hơn 700m. Trên mặt cắt kiến trúc dọc theo đường thần đạo, các công trình cao thấp theo một nhịp điệu vần luật nhất quán, âm dương xen kẽ, tạo nên nét đẹp riêng cho công trình kiến trúc lăng tẩm này. Xen giữa những công trình kiến trúc là hồ nước ngát hương sen và những quả đồi phủ mượt bóng thông, tạo nên một phong cảnh vừa hữu tình vừa ngoạn mục. Bố cục kiến trúc đăng đối của các hạng mục chính trong lăng đem lại cho lăng một vẻ uy nghiêm cần có của công trình lăng mộ. Tuy vậy, ở ngoài rìa, men theo con đường dạo quanh co vòng quanh hai hồ nước và viền xung quanh lăng, xen lẫn với cây cối có các công trình kiến trúc nhỏ dùng để nghỉ chân ngắm cảnh... làm cho toàn bộ quần thể lăng uy nghiêm nhưng vẫn hài hòa với thiên nhiên và duyên dáng tráng lệ. Hình thể lăng tựa dáng một người nằm nghỉ trong tư thế thoải mái, đầu gối lên núi Kim Phụng, chân duỗi ra ngã ba sông ở trước mặt, hai nửa hồ Trừng Minh như đôi cánh tay buông xuôi tự nhiên.

### Khu Bi đình
Mở đầu trục Thần đạo là Đại Hồng môn (大紅門), cổng chính vào lăng, xây bằng vôi gạch, cao hơn 9 m, rộng 12 m. Cổng này có ba lối đi với 24 lá mái lô nhô cao thấp và các đồ án trang trí cá chép hóa rồng, long vân... được coi là tiêu biểu của loại cổng tam quan đời Nguyễn. Cổng chỉ mở một lần để đưa quan tài của vua vào trong lăng, sau đó được đóng kín, ra vào phải qua hai cổng phụ là Tả Hồng môn và Hữu Hồng môn.
Sau Đại Hồng Môn là Bái đình, lát gạch Bát Tràng (sân rộng 45 x 45 m), hai bên có hai hàng tượng quan văn võ, voi ngựa bằng đá đứng chầu.

Cuối sân là Bi đình tọa lạc trên Phụng Thần Sơn, bên trong có bia "Thánh đức thần công" bằng đá Thanh ghi bài văn bia của vua Thiệu Trị viết về tiểu sử và công đức của vua cha. Một khoảng sân rộng tiếp theo chia làm bốn bậc lớn nhằm giảm bớt cảm giác choáng ngợp của con người trước sự mênh mông của kiến trúc, đó là sân triều lễ.

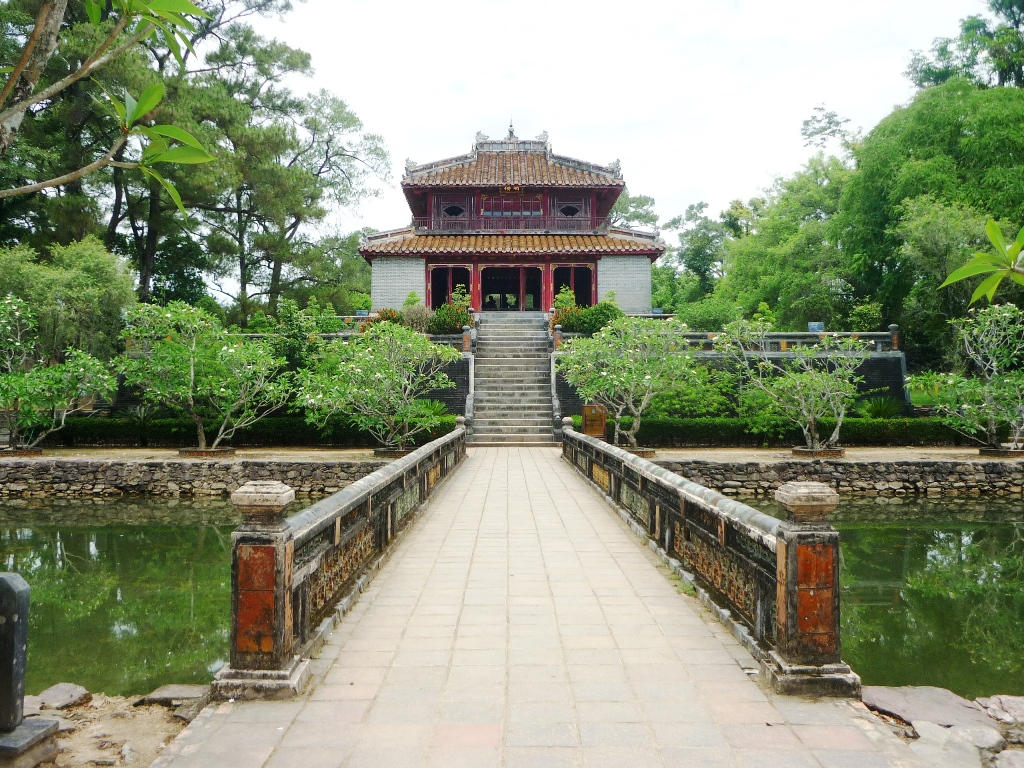
Minh lâu

### Khu tẩm thờ

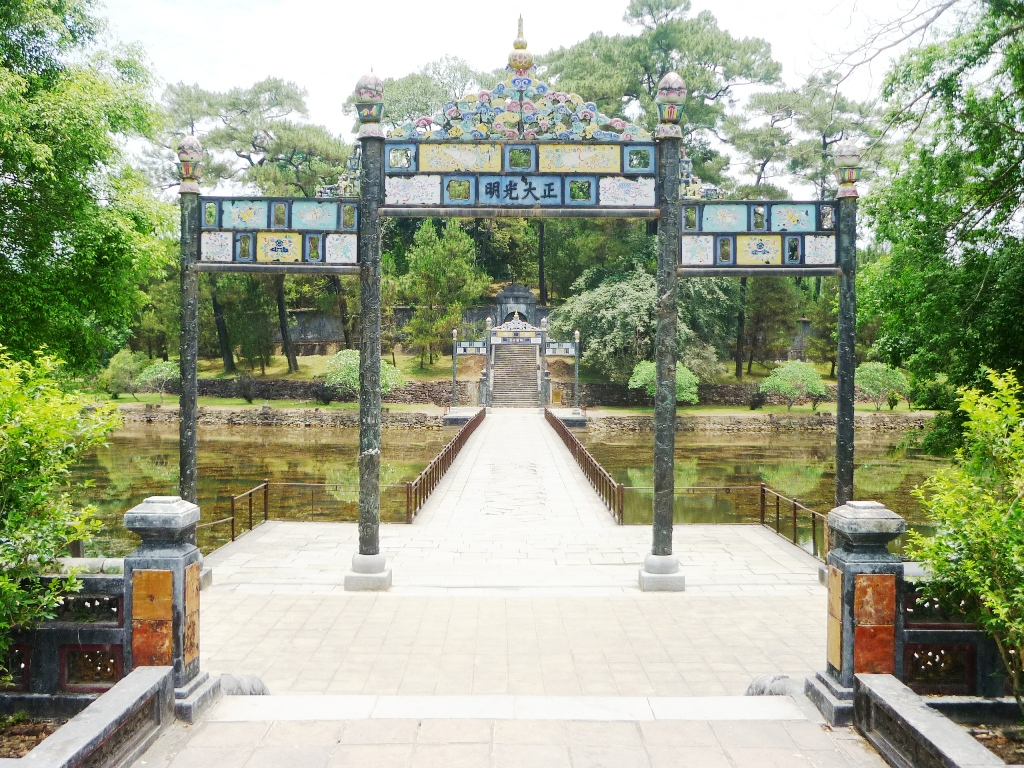
Cầu Thông Minh Chính Trực bắc qua hồ Tân Nguyệt dẫn đến Bửu thành

Khu tẩm thờ nằm trong vòng tường thành kép kín hình vuông, trổ cửa 4 mặt. Cổng chính của khu tẩm là Hiển Đức môn (顯德門), là cổng tam quan bằng gỗ, có cổ lâu.
Trung tâm khu tẩm là điện Sùng Ân (崇恩殿), phía trước hai bên có Đông, Tây Phối điện (東西陪殿) và phía sau Tả, Hữu Tòng viện (左右從院). Điện Sùng Ân làm kiểu nhà kép (mặt nền 23,45m x 22,05m), bên trong thờ bài vị của vua và bà Tá Thiên Nhân Hoàng hậu.
Hoằng Trạch môn (弘澤門) có kiểu cửa vòm xây bằng gạch, là công trình kết thúc khu vực tẩm điện. Tất cả những công trình mang tính hiện thực dường như dừng lại ở khu vực tẩm điện.
Hồ Trừng Minh (澄明湖) gồm hai nửa nối thông với nhau ở phía sau điện Sùng Ân nơi có ba cây cầu đá bắc qua, giống như hai lá "phổi xanh", bao bọc lấy điện Sùng Ân và các kiến trúc khu tẩm điện trên trục thần đạo.

### Khu lăng mộ
Tiếp sau khu tẩm điện, bắt đầu một thế giới mới đầy thư nhàn, siêu thoát và vô biên. 17 bậc thềm đá Thanh đưa du khách vào khoảng trời xanh mát bóng cây và ngát thơm mùi hoa dại. Ba chiếc cầu: Tả Phù (左輔橋), Trung Đạo (中道橋) và Hữu Bật  (右弼橋) bắc qua hồ Trừng Minh nối đến Minh lâu (明樓), một tòa nhà hai tầng đặt trên ngọn đồi đắp 3 tầng, gọi là Tam Tài Sơn (三才山). Minh lâu nghĩa là lầu sáng, nơi nhà vua suy tư vào những đêm hè trăng thanh gió mát, là nơi đi về của linh hồn tiên đế, là dấu chấm vuông kết thúc một thế giới hữu hạn; là "bộ ngực kiêu hãnh" của "con người" được ví bởi hình dáng của khu lăng. Minh Lâu là sự thể hiện cách lý giải về vũ trụ và nhân sinh quan của người xưa. Tòa nhà này hình vuông, hai tầng, tám mái, là một biểu trưng của triết học phương Đông. Hai bên Minh Lâu, về phía sau là hai trụ biểu uy nghi dựng trên Bình Sơn và Thành Sơn mang ý nghĩa nhà vua đã "bình thành công đức" trước khi về cõi vĩnh hằng.
Tiếp đến hồ Tân Nguyệt (新月湖) hình trăng non ôm lấy Bửu thành. Đây là hình ảnh của thế giới vô biên. Hồ hình trăng non ví như yếu tố "Âm" bao bọc, che chở cho yếu tố "Dương" là Bửu thành - biểu tượng của mặt trời. Kết cấu kiến trúc này thể hiện quan niệm của cổ nhân về sự biến hóa ra muôn vật. Đó là nhân tố tác thành vũ trụ.
Cầu Thông Minh Chính Trực (通明正直橋) bắc ngang hồ Tân Nguyệt và tiếp đến là 33 bậc tầng cấp dẫn vào nơi yên nghỉ của nhà vua, nằm giữa tâm đồi thông có tên là Khải Trạch Sơn, được giới hạn bởi Bửu thành (寶城) hình tròn, có vòng tường xây gạch, cao 3,5m, chu vi 273m. Bên dưới là Huyền cung (玄宮) xây ngầm trong lòng đất. Phía sau Bửu thành là rừng thông xanh thẳm, đem lại một cảm giác u tịch.

### Các công trình phụ
Đối xứng qua trục Thần đạo về bên trái, mở đầu là Tả Hồng môn (左紅門), sau đó là các công trình nằm rải dọc ven hồ Trừng Minh (澄明湖), như Truy Tư trai (追思齋); Quan Lan sở (關蘭所) nằm trên ngọn đồi gọi là Đạo Thống Sơn là nơi dành cho vua hóng mát, ngắm cảnh hồ Trừng Minh; Linh Phương các (靈芳閣) nằm trên đồi Khải Trạch Sơn; Tả Tùng Phòng (左從房) và Nghênh Lương quán (迎涼館).
Bên phải trục Thần đạo, mở đầu là Hữu Hồng môn (右紅門), rồi đến Hư Hoài tạ (虛懷榭) nằm trên Trấn Thủy Đảo; Thần khố (神庫) là nhà kho cất giữ đồ dùng trong việc cúng tế; Hữu Tùng phòng (右從房); Tuần Lộc hiên (馴鹿軒) nằm trên Đức Hóa Sơn và Điếu Ngư đình (釣魚亭).
Hầu hết các công trình ở hai trục tả, hữu này đã bị đổ nát, nay chỉ còn nền móng.
Bên cạnh hàng loạt các công trình kiến trúc có giá trị nghệ thuật và thẩm mỹ cao còn có gần 600 ô chữ chạm khắc các bài thơ trên Bi đình, Hiển Đức môn, điện Sùng Ân và Minh lâu cũng là những tuyệt tác vô giá. Đó là một "bảo tàng thơ" chọn lọc của nền thi ca Việt Nam đầu thế kỷ 19.

## Tình trạng
Kiến trúc lăng có phần đổ nát nhưng mức độ nhẹ hơn so với số phận của những lăng khác, một phần nhờ vào việc lăng có giá trị về nhiều mặt.
Những cây Sứ nhiều năm tuổi cộng với vẻ hoang toàn mặc cho rêu phong theo chủ ý của Ban bảo vệ di tích cố đô Huế và quy tắc bắt buộc của UNESCO nhằm không trùng tu các di sản cố ý để tạo nét nguyên sơ làm cho di tích càng có giá trị. Hiện nay lăng thu hút du khách đông nhất sau Lăng Tự Đức.

## Hình ảnh

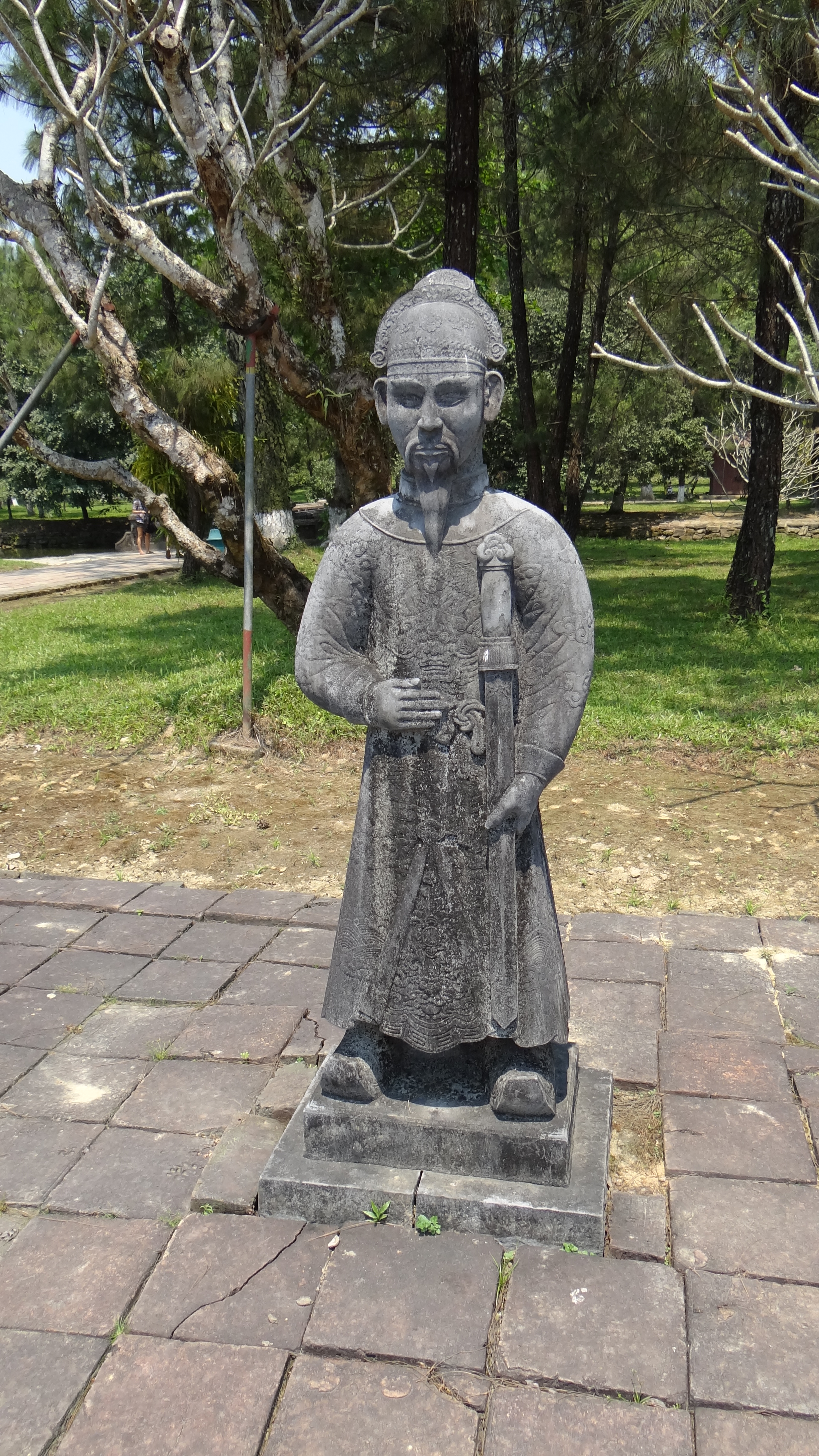
Tượng quan chầu trên Bái đình
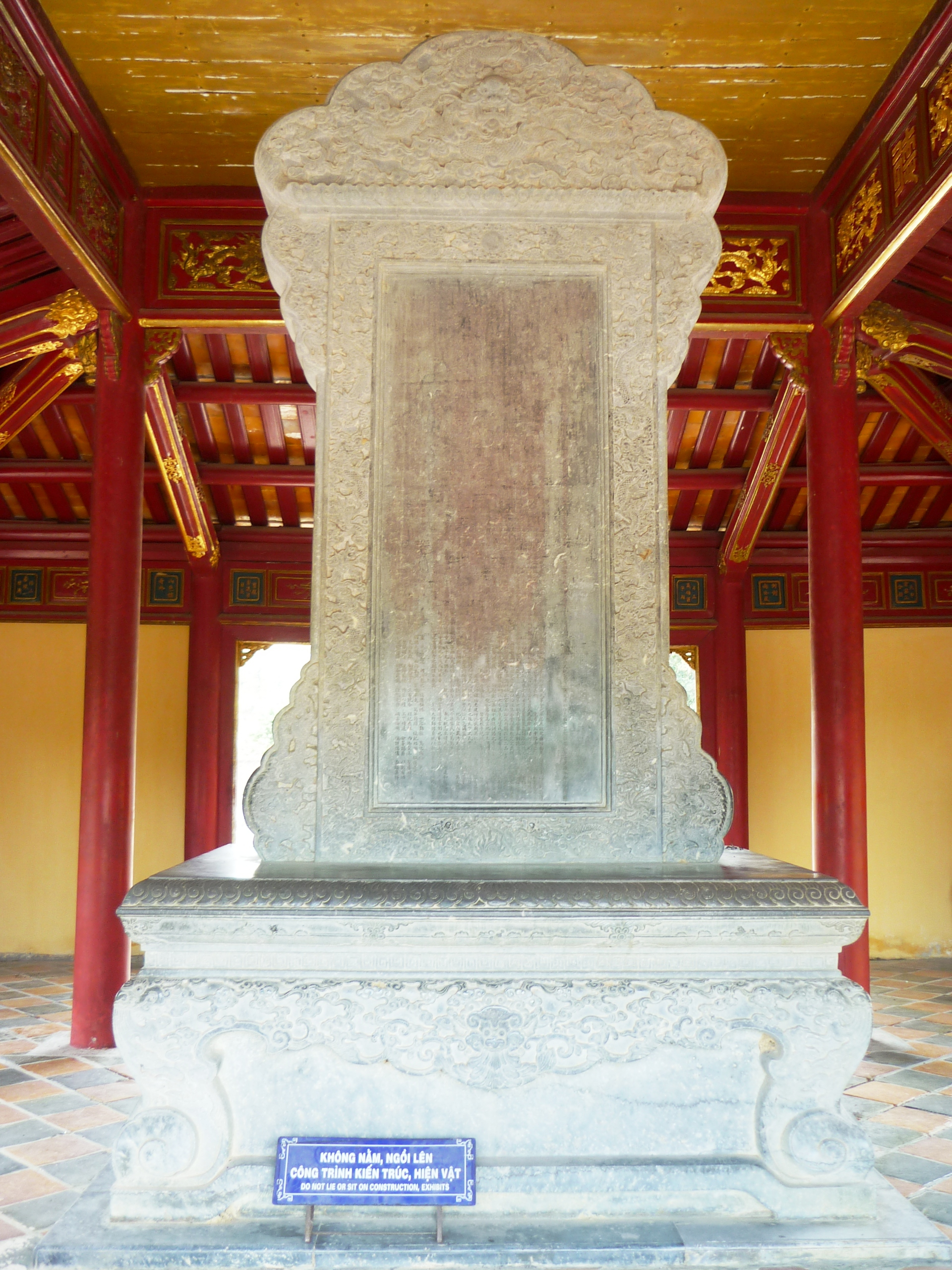
Bia đá ở Bi đình
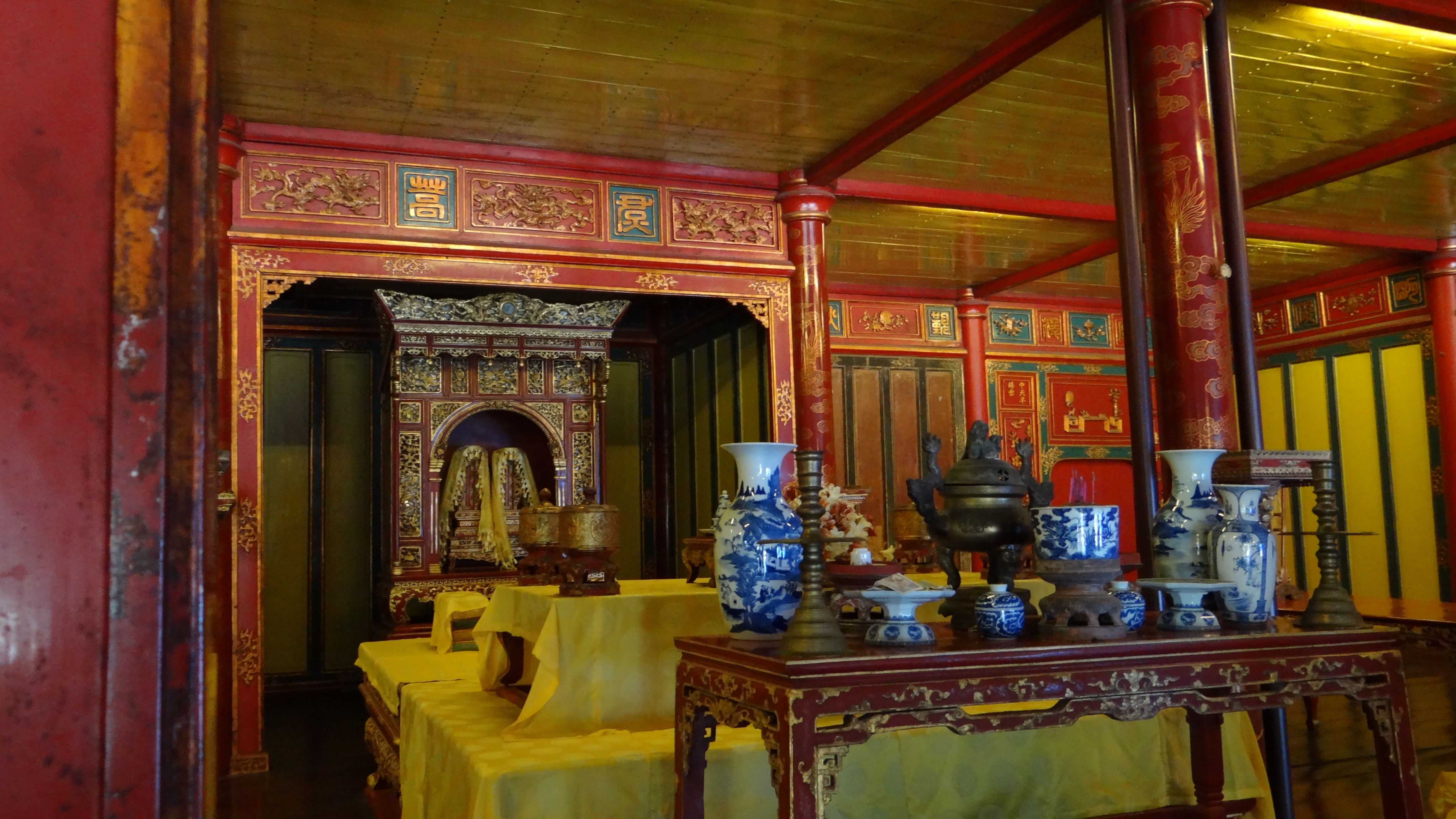
Án thờ bên trong điện Sùng Ân
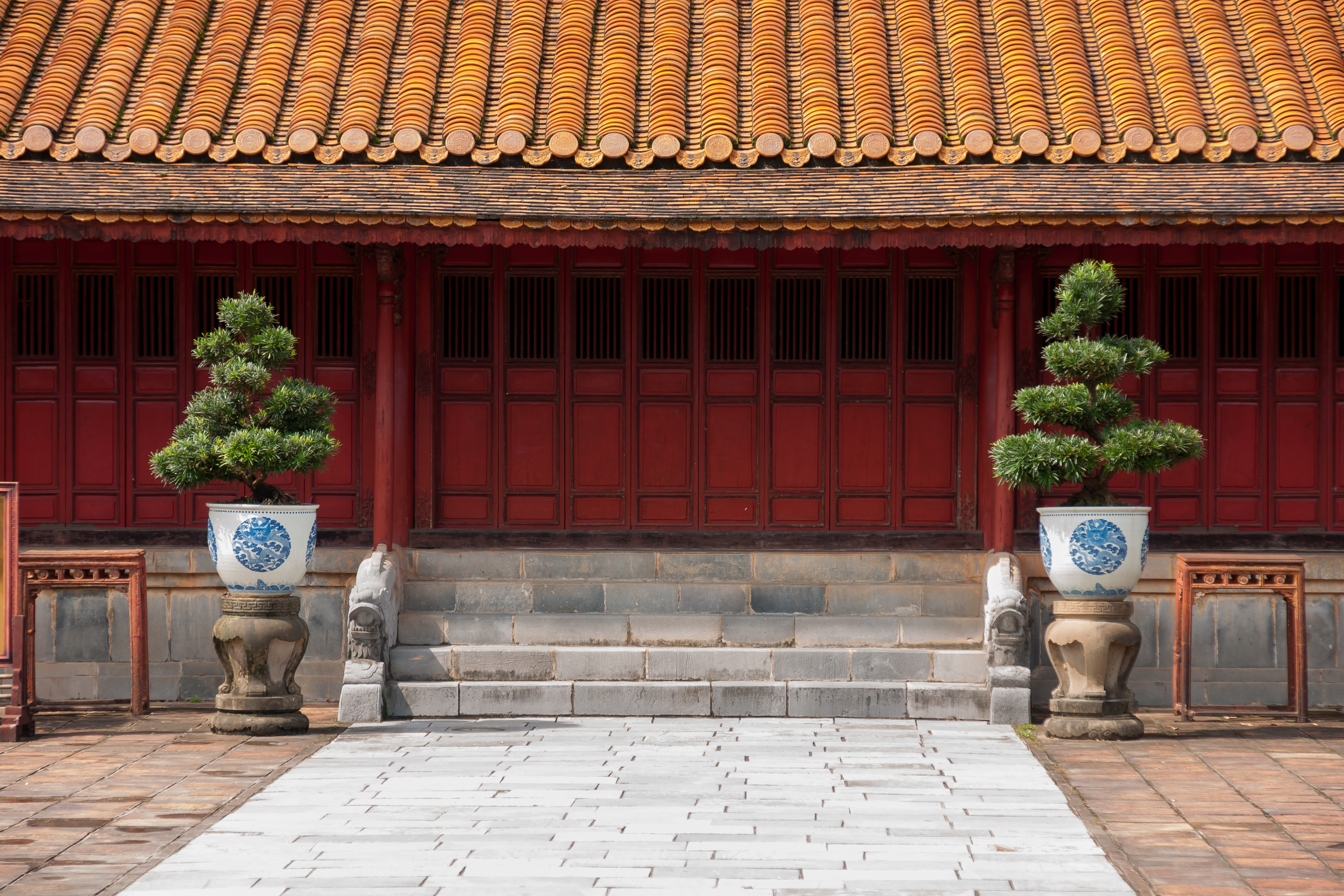
Phía trước điện Sùng Ân
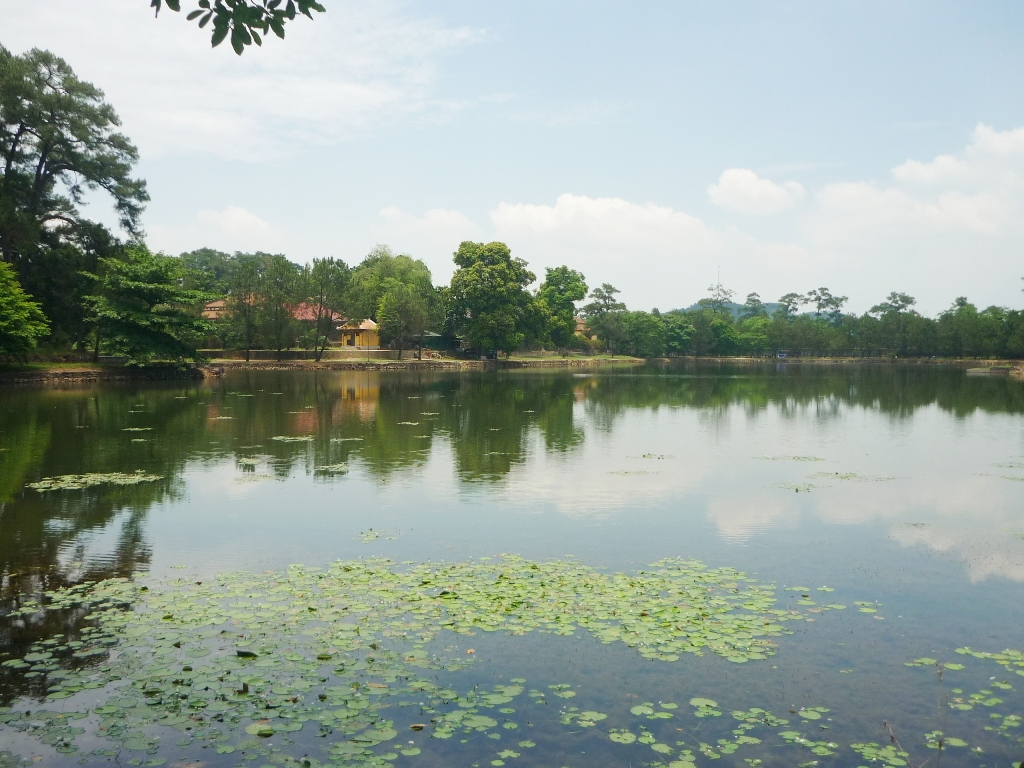
Hồ nước Trước Lăng Minh Mạng
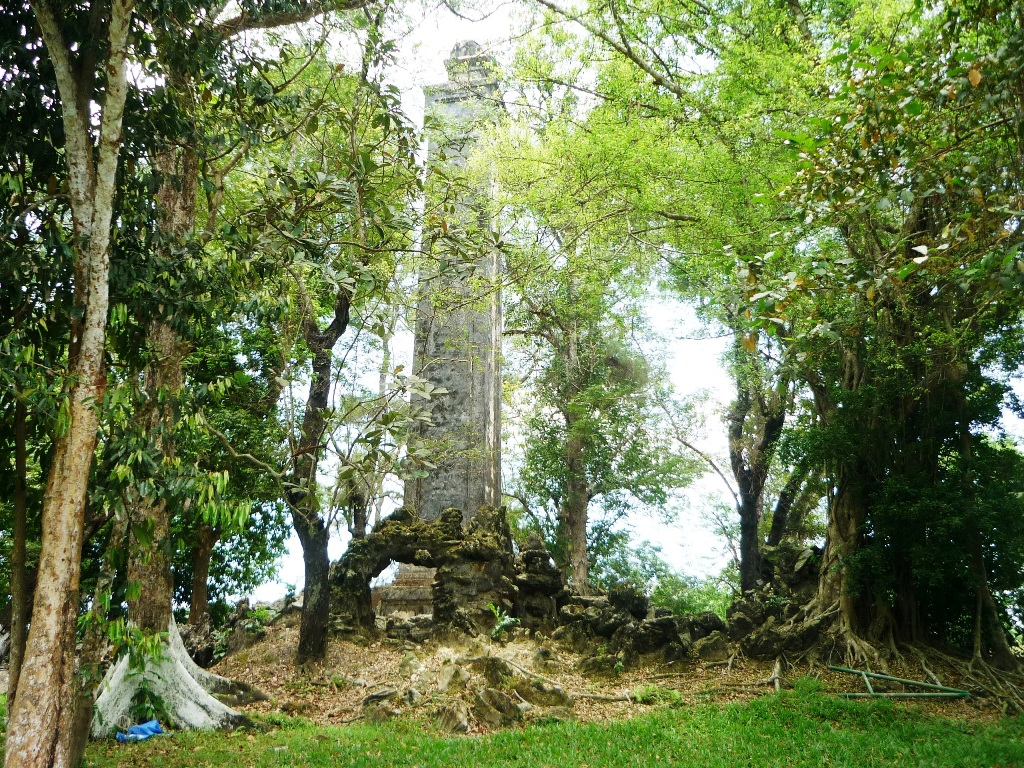
Trụ biểu lăng Minh Mạng